# 朴順梨
朴 順梨（ぱく・すに、1972年 - ）は、日本のフリーライター、ノンフィクション作家、編集者。早稲田大学卒。在日韓国人三世として生まれたが後に帰化。情報誌などの編集、執筆に携わっている。

## 経歴・人物
群馬県生まれ。高校卒業まで地元で育ち公立校に通った。早稲田大学卒業後、テレビマンユニオンに参加。情報誌の編集を経てフリーとなる。
2010年代より日本国内で起きている嫌韓問題に関する執筆を行っている。また、行動する保守団体が実施しているデモ活動に対し、殺人教唆とも取れる言葉が記載されたプラカードを掲げていることに恐怖を感じたと述べ、カウンター活動やデモ活動の行われた近隣の商店主らなどを対象とした勉強会を行う在日3世などの活動をレポートした。
反韓デモ参加者の「韓国人や在日が嫌いなのではなく、反日が嫌い」という言葉に対し、「『反日』憎悪」と表現。「日本は日本人だけのもの。文句があるなら出て行け」という様子などに対し、疑問を感じているという。そういった人が、「どこにでもいるかもしれない」恐怖を味わっている、などと記述した。

## 著作
- 『韓国のホンネ：市井の若者から、”韓国ネトウヨ”まで』（安田浩一共著）竹書房〈竹書房新書〉、2013年。 ISBN 978-4-8124-9405-9
- 『離島の本屋：22の島で「本屋」の灯りをともす人たち』ころから、2013年。 ISBN 978-4-907239-03-9
- 『奥さまは愛国』（北原みのり共著）河出書房新社、2014年。ISBN 978-4-309-24649-9
  - 『奥さまは愛国』（北原みのり共著）河出文庫、2020年。ISBN　978-4-309-41734-9
- 『ナショナリズムの現在：〈ネトウヨ〉化する日本と東アジアの未来』（宇野常寛、萱野稔人、小林よしのり、與那覇潤共著）朝日新聞出版〈朝日新書〉、2014年。ISBN　978-4-02-273594-2
- 『太陽のひと：ソーラーエネルギーで音楽を鳴らせ！』ころから、2015年。ISBN　978-4-907239-09-1
- 『ANTIFA：ヘイトスピーチとの闘い路上の記録』（写真：秋山理央、文：朴順梨）鹿砦社、2015年。ISBN　978-4-8463-1078-3
- 『離島の本屋　ふたたび：大きな島と小さな島で本屋の灯りをともす人たち』ころから、2020年。ISBN　978-4-907239-47-3